# Echte geelhout
De (echte) geelhoutboom (Podocarpus latifolius) is een grote altijdgroene boomsoort die tot 35 m hoog kan worden. Hij behoort tot de familie Podocarpaceae. Die stam kan een doorsnede van 3 m bereiken. Deze boom is inheems in Zuid-Afrika en is de nationale boom van het land. De boom kan een ware reus worden in de altijdgroene wouden van de gebergtes van de kust, maar op blootgestelde berghellingen kan hij ook in lage dwergvormen voorkomen. De boom komt voor vanaf de provincie West-Kaap (o.a. in Grootvadersbosch) tot aan Mpumalanga en Limpopo.
De bast vertoont groeven in de lengterichting. Mannelijke bomen brengen rose katjesachtige kegels voort die ongeveer 2,5 cm lang worden. De vrouwelijke bomen hebben vlezige bloembodems en aan de punt ervan worden een of twee zaden aangetroffen. De zaden zijn 1 tot 1,5 cm lang. Ze zijn dun en vlezig en worden gedragen door een helderrood vlezig kussentje. Wanneer de zaden rijp worden krijgen ze een blauwige of paarsige kleur. De rijpe besachtige vruchten worden door vogels, apen en zwijnen  gegeten en zijn ook voor de mens eetbaar. Vogels en bavianen eten alleen het omhulsel van het zaad en werpen het zaad ongedeerd weg. Ze dragen daarmee bij tot de verspreiding van de soort.

## Het hout
De boom produceert een prachtige gele houtsoort, die erg gewild is voor meubels en dergelijke. Er zijn echter ook andere geelhoutsoorten, zoals Outeniquageelhout. Het hout is lichtgeel en weegt vrij weinig. In de koloniale tijd werd het als hardhout voor allerlei doeleinden gebruikt, als bielzen en in de bouw. Veel oude Kaapse gebouwen hebben het nog als vloeren bijvoorbeeld. Tegenwoordig zijn grote bomen zeldzaam door overmatige kap, hoewel de populatie nu als stabiel beschouwd kan worden. Het hout wordt daarom voornamelijk voor meubels gebouwd. In de zwarte gemeenschap wordt het gewaardeerd als hakblok in een slagerij. Het hout splintert niet gemakkelijk en het geeft geen geur of smaak af aan het vlees. De boom is niet erg geschikt voor productiebos omdat de groei daar te langzaam voor is. Er wordt geschat dat het onder de natuurlijke omstandigheden te Knysna tussen de 160 en 230 jaar duurt voordat de boom een volwassen stamdoorsnede van 35 tot 50 cm bereikt.

## Galerij

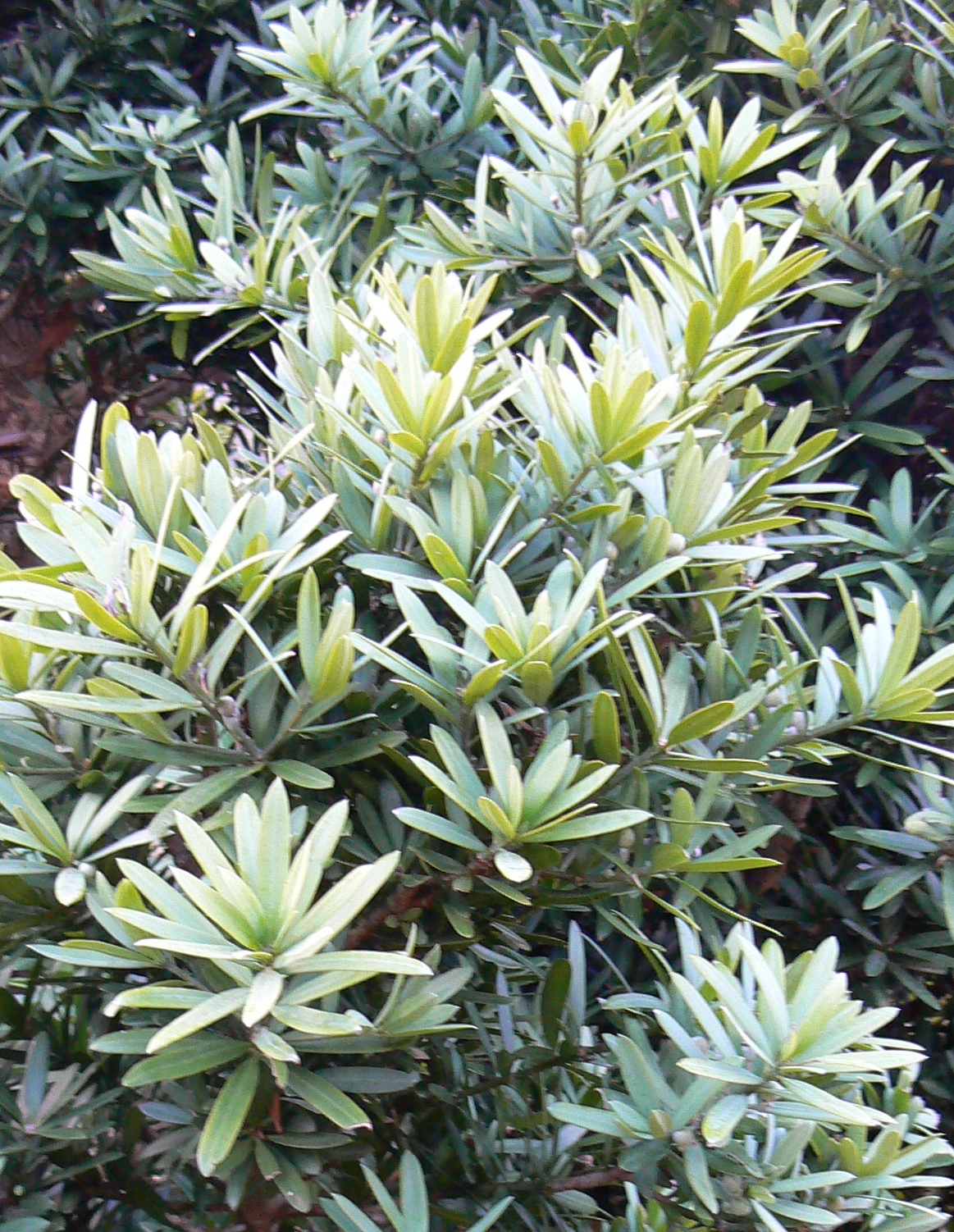
Het blad van de geelhout
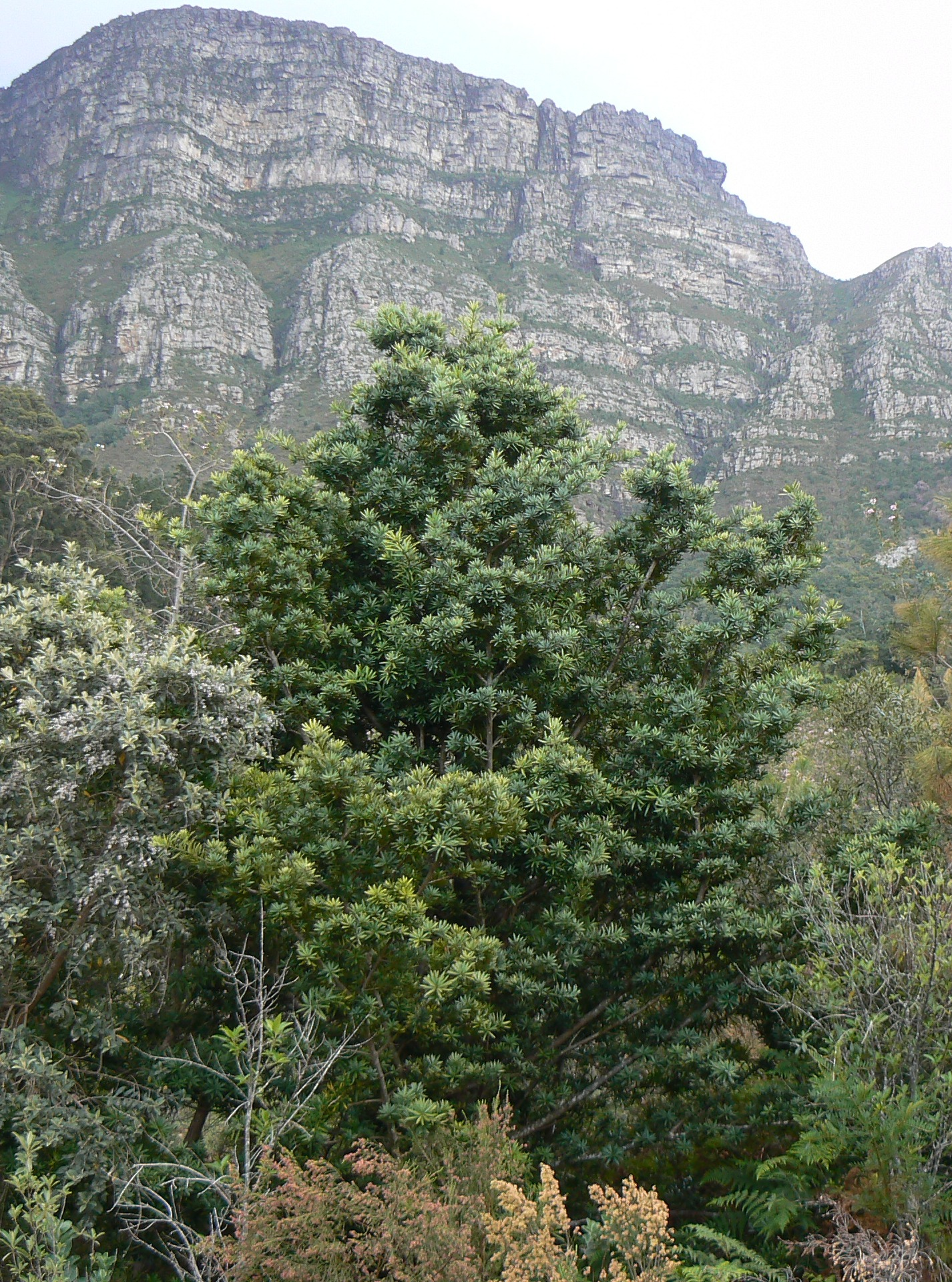
Een jonge geelhoutboom op de Tafelberg